# So Long, Marianne
So Long, Marianne is een nummer van de Canadese zanger en dichter Leonard Cohen. Het nummer verscheen op zijn debuutalbum Songs of Leonard Cohen uit 1967. In 1968 werd het nummer uitgebracht als de tweede single van het album.

## Achtergrond
So Long, Marianne was geïnspireerd door Marianne Ihlen. Cohen ontmoette haar op het Griekse eiland Hydra in 1960 en zei dat zij de mooiste vrouw was die hij ooit had ontmoet. Ze was onlangs verlaten door haar man, de Noorse schrijver Axel Jensen, die haar en hun zoontje van zes maanden achterliet op het eiland. Ihlen en Cohen konden het goed met elkaar vinden en Cohen bracht haar uiteindelijk terug naar haar huis in Oslo. Ihlen en haar zoon trokken later bij Cohen in in zijn woning in Montreal. In de jaren '60 bleven de twee samenwonen in woningen in Hydra, Montreal en New York.
Cohen droeg zijn derde gedichtenbundel Flowers for Hitler op aan Ihlen en zij was de inspiratie van een aantal andere nummers en gedichten van Cohen. Haar foto is te zien op de achterkant van zijn tweede album Songs from a Room.
Ihlen overleed in een ziekenhuis in Oslo op 28 juli 2016 op de leeftijd van 81 jaar. Kort voor haar overlijden schreef Cohen haar een afscheidsemail. Cohen overleed drie maanden later op 7 november.
So Long, Marianne is gecoverd door een aantal andere artiesten, waaronder Beck, Noel Harrison, John Cale met Suzanne Vega, Straitjacket Fits, Brian Hyland, James, Bill Callahan, Russian Red en Cohens zoon Adam Cohen. In Nederland werd het nummer in 1984 uitgebracht door José Hoebee en Ron Brandsteder, die de zesde plaats haalde in de Nationale Hitparade en de elfde plaats in de Nederlandse Top 40 met hun cover.

## Hitnoteringen

### Leonard Cohen

#### NPO Radio 2 Top 2000
| Nummer met noteringen in de NPO Radio 2 Top 2000 | '99 | '00 | '01 | '02 | '03 | '04 | '05 | '06 | '07 | '08 | '09 | '10 | '11 | '12 | '13 | '14 | '15 | '16 | '17 | '18 | '19 | '20 | '21 | '22 | '23 | '24  |
| ------------------------------------------------ | --- | --- | --- | --- | --- | --- | --- | --- | --- | --- | --- | --- | --- | --- | --- | --- | --- | --- | --- | --- | --- | --- | --- | --- | --- | ---- |
| So Long, Marianne                                | 654 | 894 | 842 | 547 | 473 | 551 | 555 | 474 | 468 | 495 | 265 | 368 | 484 | 471 | 509 | 542 | 713 | 177 | 552 | 716 | 676 | 750 | 747 | 996 | 990 | 1092 |

1. ↑  Een vetgedrukt getal geeft de hoogste notering aan.

#### Evergreen Top 1000
| Evergreen Top 1000 "So long Marianne" | Evergreen Top 1000 "So long Marianne" | Evergreen Top 1000 "So long Marianne" | Evergreen Top 1000 "So long Marianne" | Evergreen Top 1000 "So long Marianne" | Evergreen Top 1000 "So long Marianne" | Evergreen Top 1000 "So long Marianne" | Evergreen Top 1000 "So long Marianne" | Evergreen Top 1000 "So long Marianne" | Evergreen Top 1000 "So long Marianne" | Evergreen Top 1000 "So long Marianne" | Evergreen Top 1000 "So long Marianne" | Evergreen Top 1000 "So long Marianne" | Evergreen Top 1000 "So long Marianne" | Evergreen Top 1000 "So long Marianne" | Evergreen Top 1000 "So long Marianne" | Evergreen Top 1000 "So long Marianne" |
| Jaar                                  | 2008                                  | 2009                                  | 2010                                  | 2011                                  | 2012                                  | 2013                                  | 2014                                  | 2015                                  | 2016                                  | 2017                                  | 2018                                  | 2019                                  | 2020                                  | 2021                                  | 2022                                  | 2023                                  |
| ------------------------------------- | ------------------------------------- | ------------------------------------- | ------------------------------------- | ------------------------------------- | ------------------------------------- | ------------------------------------- | ------------------------------------- | ------------------------------------- | ------------------------------------- | ------------------------------------- | ------------------------------------- | ------------------------------------- | ------------------------------------- | ------------------------------------- | ------------------------------------- | ------------------------------------- |
| Positie                               | -                                     | -                                     | -                                     | -                                     | -                                     | 168                                   | -                                     | 67                                    | 68                                    | 43                                    | 72                                    | 57                                    | 88                                    | 58                                    | 89                                    | 101                                   |

### José Hoebee en Ron Brandsteder

#### Nederlandse Top 40
| Hitnotering: 18-02-1984 t/m 31-03-1984 | Hitnotering: 18-02-1984 t/m 31-03-1984 | Hitnotering: 18-02-1984 t/m 31-03-1984 | Hitnotering: 18-02-1984 t/m 31-03-1984 | Hitnotering: 18-02-1984 t/m 31-03-1984 | Hitnotering: 18-02-1984 t/m 31-03-1984 | Hitnotering: 18-02-1984 t/m 31-03-1984 | Hitnotering: 18-02-1984 t/m 31-03-1984 | Hitnotering: 18-02-1984 t/m 31-03-1984 |
| Week                                   | 1                                      | 2                                      | 3                                      | 4                                      | 5                                      | 6                                      | 7                                      |                                        |
| -------------------------------------- | -------------------------------------- | -------------------------------------- | -------------------------------------- | -------------------------------------- | -------------------------------------- | -------------------------------------- | -------------------------------------- | -------------------------------------- |
| Nummer                                 | 28                                     | 19                                     | 13                                     | 11                                     | 12                                     | 16                                     | 27                                     | uit                                    |

#### Nationale Hitparade
| Hitnotering: 18-02-1984 t/m 07-04-1984 | Hitnotering: 18-02-1984 t/m 07-04-1984 | Hitnotering: 18-02-1984 t/m 07-04-1984 | Hitnotering: 18-02-1984 t/m 07-04-1984 | Hitnotering: 18-02-1984 t/m 07-04-1984 | Hitnotering: 18-02-1984 t/m 07-04-1984 | Hitnotering: 18-02-1984 t/m 07-04-1984 | Hitnotering: 18-02-1984 t/m 07-04-1984 | Hitnotering: 18-02-1984 t/m 07-04-1984 | Hitnotering: 18-02-1984 t/m 07-04-1984 |
| Week                                   | 1                                      | 2                                      | 3                                      | 4                                      | 5                                      | 6                                      | 7                                      | 8                                      |                                        |
| -------------------------------------- | -------------------------------------- | -------------------------------------- | -------------------------------------- | -------------------------------------- | -------------------------------------- | -------------------------------------- | -------------------------------------- | -------------------------------------- | -------------------------------------- |
| Positie                                | 18                                     | 14                                     | 7                                      | 6                                      | 12                                     | 12                                     | 23                                     | 32                                     | uit                                    |